# گرشهم، نورفک
گرشهم (به انگلیسی: Gresham) یک روستا و محله مدنی در بریتانیا است که در North Norfolk واقع شده‌است. گرشهم ۸٫۶۹ کیلومتر مربع مساحت و ۴۰۱ نفر جمعیت دارد.